# October Tour
October Tour var U2:s andra turné, och genomfördes 1981-1982.
U2 var redan vid den här tiden känt som ett bra liveband. Albumet October fick dock sämre recensioner än föregångaren Boy och turnén blev kortare. Den inleddes i oktober 1981 i Europa och fortsatte i USA månaden efter. Före jul och efter nyår spelades ett fåtal konseter i Storbritannien och Irland.
Albumet sålde sämre än väntat och den planerade fortsättningen på turnén i USA var ett tag i fara. U2 bokades då in som förband till The J. Geils Band för en del av konserterna. Under sommaren spelade U2 i Europa igen på sommarfestivaler, bland annat Roskildefestivalen och Ruisrock utanför Åbo i Finland. Sverige besöktes inte.

## Låtlista på konserten i New York 13 december 1981
- 1. Gloria
- 2. Another Time, Another Place
- 3. I Threw A Brick Through A Window
- 4. Rejoice
- 5. With A Shout
- 6. The Cry
- 7. The Electric Co. / Send In The Clowns (snippet)
- 8. I Fall Down
- 9. October
- 10. I Will Follow
- 11. An Cat Dubh
- 12. Into The Heart
- 13. Out Of Control
- 14. Twilight
- 15. 11 O'Clock Tick Tock
- 16. The Ocean

## Spelningar
- 1981-10-01 Norwich, England, University of East Anglia
- 1981-10-02 Nottingham, England, Rock City
- 1981-10-03 Salford, England, University of Salford
- 1981-10-04 Glasgow, Skottland, Tiffany's
- 1981-10-06 Coventry, England, Warwick University
- 1981-10-07 Leicester, England, Polytechnic
- 1981-10-08 Sheffield, England, Lyceum
- 1981-10-09 Newcastle, England, Mayfair
- 1981-10-10 Liverpool, England, Royal Court Theatre
- 1981-10-12 Brighton, England, Top Rank
- 1981-10-13 Portsmouth, England, Locarno
- 1981-10-14 Cardiff, Wales, Top Rank
- 1981-10-16 Stoke, England, King's Hall
- 1981-10-17 Bracknell, England, Sports Centre
- 1981-10-18 Bristol, England, Locarno
- 1981-10-19 Birmingham, England, Locarno
- 1981-10-20 Leeds, England, Tiffany's
- 1981-10-21 Hempstead, England, Pavilion Hemel
- 1981-10-24 Deinze, Belgien, Brielpoort
- 1981-10-25 Herenthout, Belgien, Zaal Lux
- 1981-10-26 Paris, Frankrike, Elysée Montmartre
- 1981-10-28 Leiden, Holland, Stadsgehoorzaal
- 1981-10-29 Tilburg, Holland, De Harmonie
- 1981-10-30 Amsterdam, Holland, Paradiso
- 1981-10-31 Arnhem, Holland, Stokvishal
- 1981-11-01 Rotterdam, Holland, De Lantaarn
- 1981-11-03 Hamburg, Tyskland, Fabrik
- 1981-11-04 Berlin, Tyskland, Metropol

- 1981-11-13 Albany, NY, USA, JB Scott's
- 1981-11-14 Boston, MA, USA, Orpheum Theater
- 1981-11-15 New Haven, CT, USA, Toad's Place
- 1981-11-17 Providence, RI, USA, Center Stage
- 1981-11-18 Philadelphia, PA, USA, Ripley's Music Hall
- 1981-11-20 New York, NY, USA, The Ritz
- 1981-11-21 New York, NY, USA, The Ritz
- 1981-11-22 New York, NY, USA, The Ritz
- 1981-11-24 Passaic, NJ, USA, Hitsville North Nightclub
- 1981-11-25 Asbury Park, NJ, USA, Hitsville South Nightclub
- 1981-11-28 Los Angeles, CA, USA, Hollywood Palladium
- 1981-11-29 San Francisco, CA, USA, Warfield Theatre
- 1981-12-01 Atlanta, GA, USA, The Agora
- 1981-12-02 Nashville, TN, USA, Vanderbilt University
- 1981-12-04 Detroit, MI, USA, Royal Oak Music Theatre
- 1981-12-05 Grand Rapids, MI, USA, Fountain Street Church
- 1981-12-06 Chicago, IL, USA, Park West
- 1981-12-07 East Lansing, MI, USA, Dooley's
- 1981-12-08 Cleveland, OH, USA, The Agora
- 1981-12-10 Buffalo, NY, USA, Uncle Sam's
- 1981-12-11 Washington, DC, USA, Ontario Theater
- 1981-12-12 Hartford, CT, USA, Stage West
- 1981-12-13 Lido Beach, NY, USA, Malibu Night Club

- 1981-12-20 London, England, Lyceum Ballroom
- 1981-12-21 London, England, Lyceum Ballroom
- 1982-01-23 Galway, Irland, Leisureland
- 1982-01-24 Cork, Irland, City Hall
- 1982-01-26 Dublin, Irland, RDS Hall

- 1982-02-11 New Orleans, LA, USA, SS President Riverboat
- 1982-02-12 Memphis, TN, USA, Miller's Cave
- 1982-02-13 Austin, TX, USA, Opry House
- 1982-02-14 San Antonio, TX, USA, Cardi's
- 1982-02-15 Houston, TX, USA, Cardi's
- 1982-02-16 Dallas, TX, USA, Cardi's
- 1982-02-17 Oklahoma City, OK, USA, Jammie's
- 1982-02-19 St. Louis, MO, USA, Night Moves
- 1982-02-21 Minneapolis, MN, USA, First Avenue
- 1982-02-22 Madision, WI, USA, Headliners
- 1982-02-23 Champaign, IL, USA, Auditorium (University of Illinois)
- 1982-02-25 Kansas City, MO, USA, Uptown Theater
- 1982-02-27 Denver, CO, USA, Rainbow Music Hall
- 1982-02-28 Lincoln, CO, USA, Lincoln Community Center (Colorado State University)
- 1982-03-03 Fort Meyers, FL, USA, Lee County Arena
- 1982-03-04 West Palm Beach, FL, USA, Civic Auditorium
- 1982-03-05 Tampa, FL, USA, Curtis Hixon Convention Center
- 1982-03-06 Talahassee, FL, USA, Leon County Arena
- 1982-03-10 Knoxville, TN, USA, University of Tennessee
- 1982-03-11 Atlanta, GA, USA, Civic Center
- 1982-03-12 Memphis, TN, USA, North Hall Auditorium
- 1982-03-13 Louisville, KY, USA, Gardens
- 1982-03-14 Indianapolis, IN, USA, Indiana Convention Center
- 1982-03-16 Amherst, MA, USA, Bowker Auditorium (University of Massachusetts)
- 1982-03-17 New York, NY, USA, The Ritz
- 1982-03-18 New York, NY, USA, The Ritz
- 1982-03-19 Garden City, NY, USA, Ballroom (Nassau Community College)
- 1982-03-20 Providence, RI, USA, Brown University
- 1982-03-21 Phoenix, AZ, USA, Nightclub
- 1982-03-25 Phoenix, AZ, USA, Coliseum
- 1982-03-26 San Diego, CA, USA, San Diego Sports Arena
- 1982-03-27 Los Angeles, CA, USA, Los Angeles Memorial Sports Arena
- 1982-03-29 San Francisco, CA, USA, Civic Center
- 1982-03-30 San Francisco, CA, USA, Civic Center

- 1982-05-14 Hattem, Holland, 'T Heem
- 1982-07-01 Leiden, Holland, Groenoordhallen
- 1982-07-02 Roskilde, Danmark, Festival Grounds
- 1982-07-03 Torhout, Belgien, Festival Grounds
- 1982-07-04 Werchter, Belgien, Festival Grounds
- 1982-07-18 Dublin, Irland, Punchestown Racecourse
- 1982-07-31 Gateshead, England, International Stadium
- 1982-08-03 Vilar De Mouros, Portugal, Festival Grounds
- 1982-08-07 Åbo, Finland, Ruisrock Festival

## Låtar som spelades
De mest spelade låtarna under "October Tour" (ej komplett då statistik saknas):
- I Will Follow  85 gånger
- Gloria  68
- Out Of Control  68
- An Cat Dubh  67
- I Threw A Brick Through A Window  67
- Into The Heart  67
- The Electric Co.  67
- The Cry  67
- Rejoice  66
- I Fall Down  60
- 11 O'Clock Tick Tock  58
- Twilight  54
- Another Time, Another Place  50
- The Ocean  49
- October  46